# Форпост (Омская область)
Форпо́ст — село в Большеуковском районе Омской области России, входит в Становское сельское поселение.
Расположено в 34 км к юго-западу от села Большие Уки.

## История
Селение заведено по указу генерал-аншефа губернатора Сибирской губернии И. А. Шипова в 1741 году как форпост Ишимской оборонительной линии для защиты от набегов кочевников в составе слободы Аёвской Тарского воеводства близ татарских юрт, заведённых в 1566 году.
В 1782 году входит в состав Рыбинской волости Тарского уезда. Деревня входила в состав Верх-Аёвского сельского общества.
30 июля 1791 года через деревню проезжал Радищев, ехавший в ссылку, написал: «От Ачимовой до Зудиловского форпоста волок болотами или низкими полями».
28 марта 1797 года через Форпост проезжал Радищев, возвращаясь из ссылки, который написал: «В Зудиловском форпосте деревня большая налеве, станка ныне нет, а переменяют в Верх-Аёвской в 22 верстах; тут живут посельщики. Вся дорога идёт березниками, и место плоское. Здесь начинается Зудиловский волок, место весьма болотистое».
В 1820 году Зудилова Подстава станция располагалась на главной почтовой дороге от губернского города Тобольска в 382 верстах к Таре в 178 верстах.
На 1868 год имелось 55 дворов и 239 человек. Находилась при речке Халтурка.
На 1893 год имелось 1494 десятины удобной земли в пользовании у селения (13,6 десятин на 1 двор), 110 крестьянских двора и 420 человек.
В 1894 году была построена церковь.
На 1895 год население занималось производством лыка, мочала. Также занимались выделкой овчин. Специальных заведений для выделки овчин не было, овчины вырабатывались на домах. Одна семья занималась синильной.
На 1897 год по переписи населения Российской Империи проживало в селе 694 человека. Из них 693 человека были православными.
В 1898 году открыта церковно-приходская школа.
На 1903 год имелась церковь, церковно-приходская школа, хлебо-запасный магазин, 3 торговые лавки, водяная мельница, казённая винная лавка. Располагалось в Рыбинской волости при речках Аёв, Халтурка на земском тракте.
На 1908 год Зудилово-Подставский приход входил в IV благочиние Омской епархии город Тара. Имелись 2 маслодельных завода принадлежавшие евреям А. Е. Гольберг, Н. К. Стонист.
На 1909 год имелась церковь, школа официальная, хлебо-запасный магазин, винная лавка, 3 торговые лавки, 3 ветряные мельницы, водяная мельница, 3 маслодельни, маслобойня, кузница, пожарный сарай.
На 1910 год действовал артельный маслодельный завод, основанный в 1909 году. Завод располагался в 250 верстах от города Омска и железнодорожной станции, от пристани Тара на реке Иртыш 170 вёрст. Главные изделия сливочное масло 400 пудов. Годовое производство 5200 рублей. Завод не работал. Действовала маслодельная артель, маслодельный завод Абрама Яковлевича Гольберг, маслодельный завод Александра Никитича Стонист.
В селе действовала ярмарка 1-3 ноября. На ярмарке крестьяне сбывали птицу, пушнину, кожи, сало, мясо, рыбу, мочало, дровни, хмель.
1 января 1911 года село становится центром образованной самостоятельной Форпостской волости. Входит в состав образованного самостоятельного Форпостского сельского общества.
В 1911 году имелась церковь, церковно-приходская школа, ярмарка, 3 мелочные лавки, винная лавка, 2 сепаратора, принадлежавшие частным владельцам.
На 1914—1915 годы действовало кредитное товарищество.
Близ деревни во время гражданской войны в сентябре 1919 года проходили бои крестьян Форпостской волости с белогвардейцами. По эти событиям в дальнейшем был снят советский художественный фильм.
На 1926 год имелся сельский совет, школа, маслозавод, изба-читальня.
На 1991 год деревня являлась отделением совхоза «Становский».
История церкви
Церковь однопрестольная в честь Святой Троицы была построена усердием и средствами прихожан в 1894 году. Здание с колокольней были деревянными, прочна и вместительна, утварью достаточна. В 1900 году открыто церковно-приходское попечительство. Дома для причта были общественные деревянные с прислугой. Берёзовые дрова покупались у местных жителей по 4 рубля за кубический сажень. Казённое жалование священнику полагалось 400 рублей, псаломщику 125 рублей. Братских доходов бывало до 500 рублей в год. К церкви прихожане относились с усердием, к благоустройству причтовых домов относились внимательно. В 1930-х годах в здании бывшей церкви был размещён клуб. В 1941 году, во время грозы, загорелось здание клуба бывшей церкви, однако начавшийся ливень потушил пожар. Здание церкви разобрали. Большая часть брёвен пошла на строительство хозяйственных построек. До 2001 года на территории фермы деревни Коновалиха стоял санпропускник, сооруженный в 1974 году из стен Форпостской Свято-Троицкой церкви, разобранный жителями окрестных деревень.

## Инфраструктура
В селе имеется музей истории села, библиотека.
Улицы в селе: Партизанская, Троицкая, Ямщицкая.

## Достопримечательности
- Братская могила 18 партизан, погибших от рук белогвардейцев в сентябре 1919 года.
- Близ села форпост «Нюхаловский» (1741—1895).

## Население
- 1795—228 человек (135 м — 93 ж);
- 1868—239 человек (116 м — 123 ж);
- 1893—420 человек (199 м — 221 ж);
- 1897—694 человека (334 м — 360 ж);
- 1903—477 человек (242 м — 235 ж);
- 1909—532 человека (262 м — 270 ж);
- 1912—686 человек православных;
- 1926—813 человек (396 м — 417 ж);
- 2010 — 85 человек.

| 1926 | 2002 | 2010 | 2021 |
| ---- | ---- | ---- | ---- |
| 813  | ↘126 | ↘85  | ↘24  |